# HTC One X
HTC One X là một điện thoại có màn hình cảm ứng, dạng đá phiến, chiếc điện thoại thông minh được thiết kế và sản xuất bởi HTC. Nó được phát hành và chạy hệ điều hành Android 4.0.3, (có thể nâng cấp lên 4.2.2) với giao diện HTC Sense 4.0 (sau này có thể nâng cấp lên 5.0). Đây là điện thoại HTC đầu tiên được trang bị bộ vi xử lý lõi tứ, mặc dù biến thể XL chỉ có lõi kép 1.5 cùng bộ xử lý Krait. Chiếc One X được công bố vào ngày 26 tháng 2 năm 2012 tại Đại hội Thế giới Di động và là sản phẩm chủ lực thứ sáu của HTC, với sự dẫn đầu của hàng loạt mẫu HTC One kể từ thời điểm phát hành cho đến tháng 4 năm 2013, ngay sau khi sản phẩm kế nhiệm HTC One (M7) đã được công bố.

## Thông số kỹ thuật

### Phần mềm
One X được trang bị hệ điều hành di động Android 4.0.4 với giao diện người dùng đồ họa HTC Sense 4.0. Cùng với bản nâng cấp lên Android 4.2.2 với Sense 5 đều có sẵn cho hầu hết các khu vực như Châu Á, Châu Âu, Trung Đông, Châu Mỹ và Úc. Ngoài ra 25 GB dung lượng lưu trữ Dropbox được cung cấp miễn phí trong hai năm.
Một số người dùng đã nhận thấy rằng ứng dụng đa nhiệm không hoạt động trên HTC One X giống như trong Android 4.0 Ice Cream Sandwich vì hệ thống bị xung đột mạnh đối với các ứng dụng khác đang được chạy nền. Và lời giải thích từ HTC cho rằng họ đã tùy chỉnh Android trên One X để HTC Sense được ưu tiên hơn các ứng dụng chạy nền khi bộ nhớ còn thấp.

#### Hiển thị
Màn hình của chiếc One X có kích cỡ 4.7-inch (120 mm) với độ phân giải 1,280x720 pixel (RGB matrix) Super LCD 2, với mật độ điểm ảnh lên tới 312 pixel mỗi inch và được bao phủ bởi bộ khung đơn của Corning Gorilla Glass 2.0.

#### Pin
One X có thời lượng pin vào khoảng 1.800 mAh. Đối với dòng One, HTC đã dành hàng nghìn giờ cho Dự án pin Stamina Boost do những phàn nàn chung của người tiêu dùng về thời lượng pin tương đối thấp của các thiết bị HTC trước đây. Ngoài ra, HTC đã nghiên cứu "SoC, kết nối mạng, hiển thị, hệ điều hành và các ứng dụng được tải sẵn" để cải thiện thời lượng pin.

#### Âm thanh

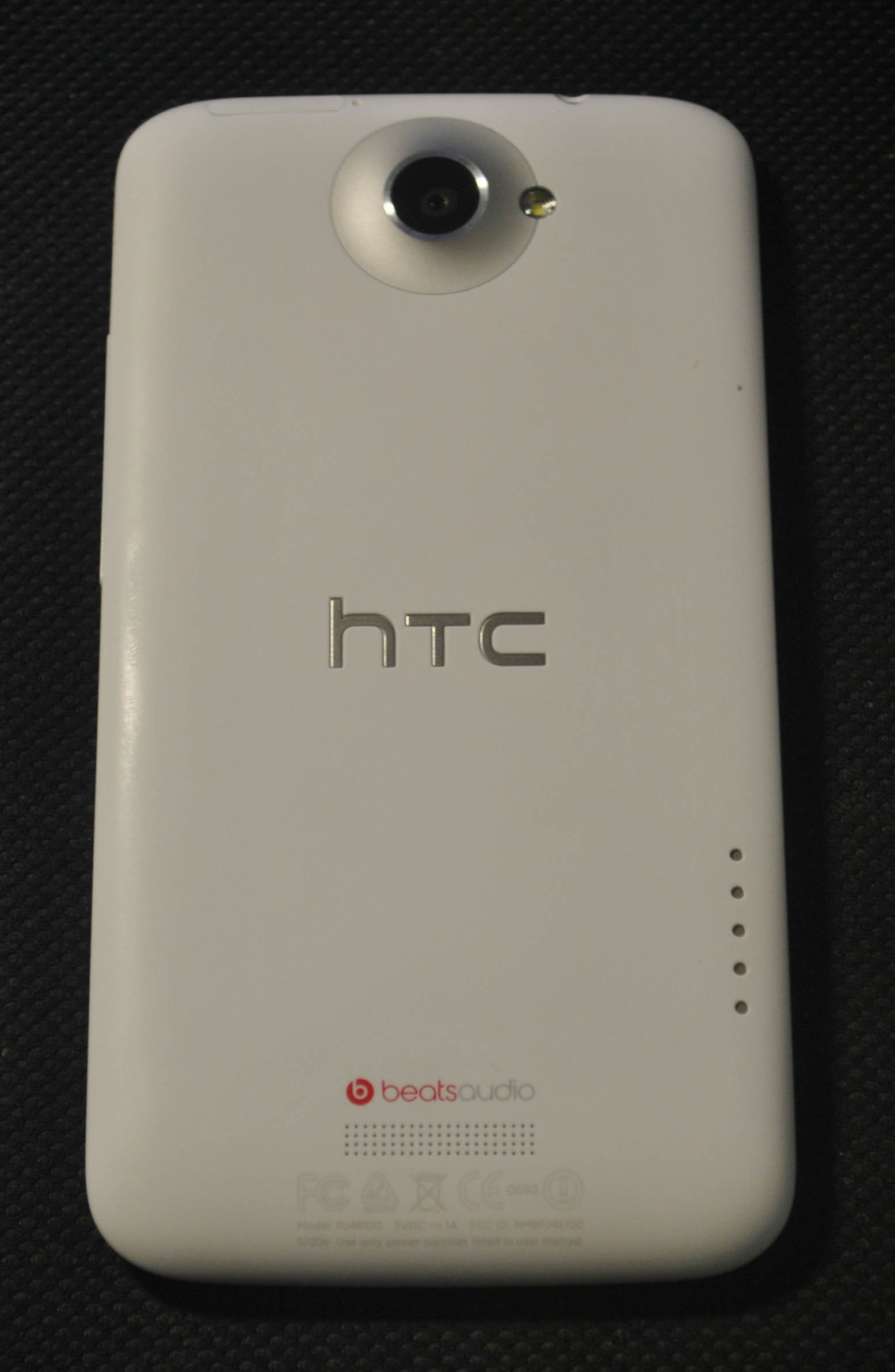
Hình ảnh mặt sau của HTC One X

Thiết bị đi kèm với bộ cân bằng tới từ Beats Audio. Mặc dù One X thường bao gồm một bộ tai nghe Beats by Dr. Dre nhưng thiết bị chỉ đi kèm với một bộ tai nghe màu trắng tiêu chuẩn khi các nước ở Anh, Thụy Điển, Đức, Singapore và Ả Rập Saudi. Tại Canada trên Rogers và Hoa Kỳ khi có mặt trên AT & T, bao bì bán lẻ tiêu chuẩn của hãng không bao gồm bất kỳ tai nghe nào. Ngoài ra, tại Úc thiết bị bao gồm một bộ tai nghe mang nhãn hiệu HTC cho phù hợp với màu sắc.